# Svinišťany

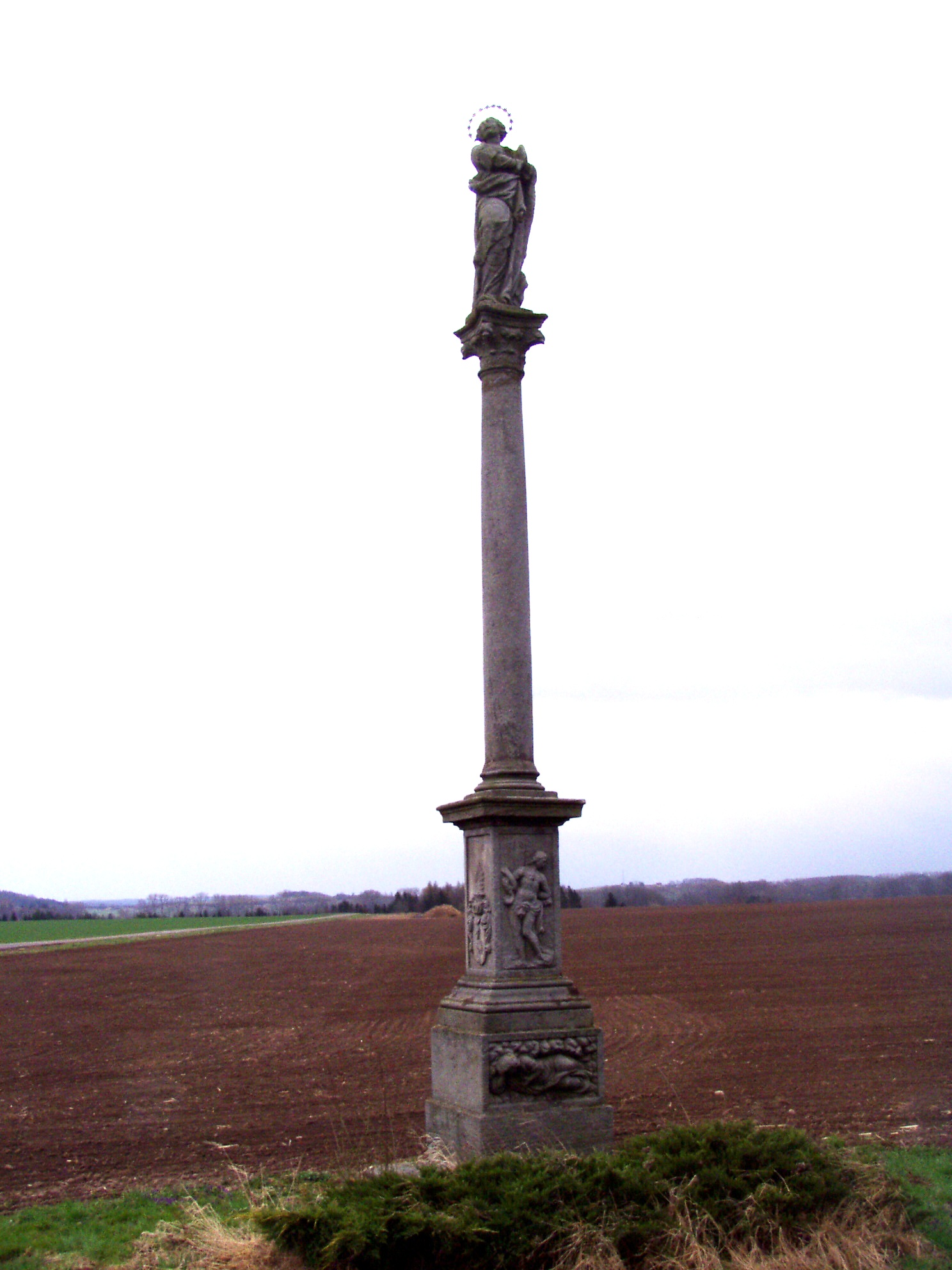
Säule der hl. Rosalia

Svinišťany (deutsch Schweinschädel) ist ein Ortsteil der Gemeinde Dolany im Okres Náchod in Tschechien. Es liegt zwei Kilometer nordöstlich von Dolany. Durch Svinišťany verläuft die Europastraße 67.

## Geographie
Nachbarorte sind Miskolezy (Miskoles) und Lhota im Norden, Vestec im Nordosten, Velký Třebešov und Česká Skalice im Osten, Dolany im Südwesten und Chvalkovice im Nordosten.

## Geschichte
Svinišťany gehörte zunächst der Stadt Jaroměř. Um 1560 gelangte es an die Herrschaft Chvalkovice, die um 1665 dem Rudolf Dobřenský von Dobřenic gehörte. 1798 verkaufte Jan Josef Dobřenský von Dobřenic die Herrschaft Chvalkovice zusammen mit den Dörfern Svinišťany, Nesytov (Nimmersatt), Komárov (Komarow), Řikov, Sebuč (Sebutsch), Bukovina (Groß- bzw. Kleinbok), Žluva und Výhled (Weihled) dem kurländischen Herzog Peter von Biron. Er vereinte diese Orte mit der Herrschaft Nachod, mit der Svinišťany bis zur Aufhebung der Patrimonialherrschaften 1848 verbunden blieb. Eingepfarrt war Svinišťany nach Skalitz.
1836 lebten 254 Einwohner in Schweinschädel, die in 40 Häusern wohnten. Für dieses Jahr sind auch ein Meierhof, eine Schäferei, ein Wirtshaus, eine Hegerwohnung und eine Ziegelei belegt.
Bekannt wurde Svinišťany im Deutschen Krieg 1866, als dort das Gefecht bei Schweinschädel stattfand.
Im Jahre 1991 hatte Svinišťany 140 Einwohner. 2001 bestand der Ort aus 56 Wohnhäusern, in denen 154 Menschen lebten.

## Sehenswürdigkeiten
- Säule der hl. Rosalia

## Persönlichkeiten
- Jan Müller (1773–1861), Rentmeister der Herrschaft Nachod
- Josef František Smetana (1801–1861), Prämonstratenser des Stifts Tepl, Historiker und Naturforscher[3]